# František Srna
František Srna (15. května 1932 Svätý Jur – 6. října 1973 Bratislava) byl slovenský silniční motocyklový závodník. Ve své generaci byl nejlepším slovenským závodníkem. Roku 1964 získal titul mistra sportu, roku 1969 titul zasloužilý mistr sportu. Byl posledním československým závodníkem, který bodoval v mistrovství světa na československém motocyklu – v Brně 1972 7. místo s Jawou při Velké Ceně Československa v závodě do 350 cm³.

## Závodní kariéra
V roce 1951 se v Bratislavě vyučil automechanikem, závodit začal v roce 1949 po koupi motocyklu Puch 125 cm³. K prvním okruhových závodům ho přivedl jeho celoživotní přítel závodník František Kročka. Byl znám i jako zručný mechanik a konstruktér. Od roku 1973 byl československým reprezentantem, jeho doménou byly třídy do 250 a 350 cm³. Zemřel tragicky při závodu mistrovství republiky na městském okruhu v Bratislavě, který sám navrhl.

## Úspěchy
- Mistrovství Československa silničních motocyklů - celková klasifikace
  - 1955 do 350 cm³ - 9. místo
  - 1956 do 350 cm³ - 8. místo
  - 1957 do 350 cm³ - 3. místo
  - 1958 do 175 cm³ - 4. místo
  - 1958 do 350 cm³ - 6. místo
  - 1959 do 175 cm³ - 3. místo
  - 1959 do 250 cm³ - 1. místo
  - 1959 do 350 cm³ - 4. místo
  - 1960 do 250 cm³ - 8. místo
  - 1960 do 350 cm³ - 5. místo
  - 1961 do 250 cm³ - 1. místo
  - 1962 do 250 cm³ - 17. místo
  - 1963 do 250 cm³ - 3. místo
  - 1963 do 350 cm³ - 10. místo
  - 1964 do 350 cm³ - 5. místo
  - 1965 do 350 cm³ - 4. místo
  - 1966 do 250 cm³ - 9. místo
  - 1966 do 350 cm³ - 3. místo
  - 1967 do 250 cm³ - 14. místo
  - 1967 do 350 cm³ - 7. místo
  - 1968 do 250 cm³ - 20. místo
  - 1968 do 350 cm³ - 25. místo
  - 1969 do 250 cm³ - 9. místo
  - 1969 do 350 cm³ - 11. místo
  - 1970 do 250 cm³ - 3. místo
  - 1970 do 350 cm³ - 2. místo
  - 1971 do 250 cm³ - 1. místo
  - 1971 do 350 cm³ - 2. místo
  - 1972 do 250 cm³ - 2. místo
  - 1972 do 350 cm³ - 1. místo
  - 1973 do 250 cm³ - 3. místo
  - 1973 do 350 cm³ - 2. místo
- Velká cena ČSR v Brně 1958 - 1. místo ve třídě do 250 cm³
- Velká cena ČSR v Brně 1959 - 1. místo ve třídě do 250 cm³
- Velká cena ČSSR Brně 1971 - 10. místo ve třídě do 250 cm³ (celkově 46. místo v mistrovství světa) - motocykl Jawa
- Velká cena Jugoslávie v Opatiji 1972 - 7. místo ve třídě do 350 cm³
- Velká cena ČSSR v Brně 1972 - 7. místo ve třídě do 250 cm³ (celkově 22. místo v mistrovství světa) - motocykl Jawa
- Mezinárodní závody v Tallinu 1958 - 1. místo
- Cena Slovenska v Piešťanech 1961 - 1. místo do 250 cm³
- Velká cena Maďarska v Budapešti 1962 - 1. místo 350 cm³
- Velká cena Jadranu v Opatiji 1964 - 1. místo do 350 cm³
- Cena Slovenska v Piešťanech 1965 - 1. místo do 250 cm³ i 350 cm³
- Velká cena Jugoslávie v Opatiji 1966 - 1. místo
- 300 ZGH
  - 1962 2. místo do 250 cm³
  - 1964 2. místo do 350 cm³
  - 1966 2. místo do 350 cm³
  - 1967 3. místo do 250 cm³
  - 1971 2. místo do 250 cm³
  - 1972 3. místo do 250 cm³
  - 1973 3. místo do 350 cm³